# Pieczonka, Tỉnh West Pomeranian
Pieczonka [pjɛˈt͡ʂɔnka] là một ngôi làng thuộc khu hành chính của Gmina Chociwel, thuộc hạt Stargard, West Pomeranian Voivodeship, ở phía tây bắc Ba Lan. Nó nằm khoảng 6 kilômét (4 mi) phía đông Chociwel, 29 km (18 mi) về phía đông bắc của Stargard và 56 km (35 mi) về phía đông của thủ đô khu vực Szczecin.
Trước năm 1945, khu vực này là một phần của Đức. Đối với lịch sử của khu vực, xem Lịch sử của Pomerania.
Làng có dân số 8 người.